# Samson Tractor Company

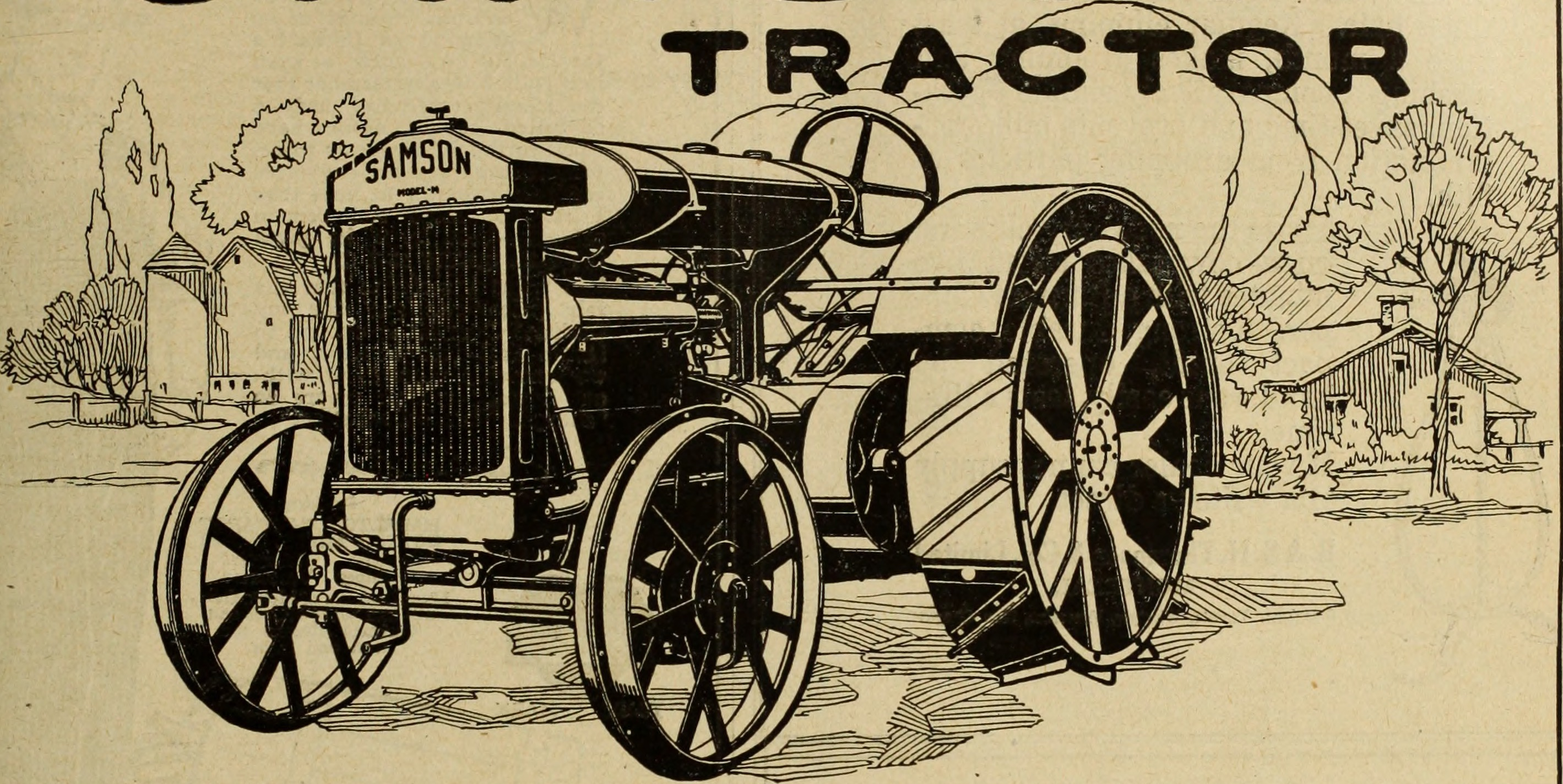
Traktor Samson kolem, přibližně roku 1920

Samson Tractor Company byla americká společnost zabývající se výrobou traktorů (mezi lety 1900 a  1923) a nákladních automobilů  (mezi lety 1920 a 1923). Na rok 1919 bylo naplánováno zahájení výroby osobního automobilu, ten se však do výroby nikdy nedostal. Společnost vyráběla i další zemědělské stroje.
Ke konci své existence patřila společnost do koncernu General Motors, který chtěl investovat do rozvíjejícího se trhu s traktory. Po dlouhodobě špatných ekonomických výsledcích se koncern rozhodl továrnu Samson Tractor Company, původně kalifornské společnosti, v Janesville ve Wisconsinu přeměnit na výrobnu vozů Chevrolet, ta začala fungovat v únoru 1923. 
Z řady modelů traktorů vyráběných společností lze uvést například Model M, který se stal hlavním produktem v době, kdy firma patřila pod General Motors.